# 蒼龍級潛艇
蒼龍級潛艦（日语：そうりゅう型潜水艦）為日本海上自衛隊在21世紀初的新型潛艦，是日本海上自衛隊第一款量產的絕氣推進潛艦，首艘蒼龍號（SS-501）由三菱重工神戶造船廠負責建造。從第11艘蒼龍級潛艇凰龍號潜艇(SS - 511)開始，取消了絕氣推進，是世界上第一艘採用锂离子电池的柴電潛艦。
苍龙级是繼瑞典哥特蘭級潛艦後，第二型採用斯特林發動機系統的潜艇。从2007年起规定不再在日本海自潛艦上使用以潮汐或海洋生物做為命名（汐潮級、春潮級），而是改採用以吉祥動物為命名來源，1號艦蒼龍號與2號艦雲龍號的名字亦繼承了舊日本帝國海軍的蒼龍號與雲龍號航空母艦。

## 潜艦结构性能
該型艦為日本第一款採用斯特林發動機式絕氣推進系統（AIP）的潛艦，“苍龙”共搭载了4台4V-275R MkIII型斯特林发动机，由于安装了4台斯特林发动机，因此蒼龍级潛艦比親潮级的水面排水量增加约200吨，艦体长度增加2米左右，外形与亲潮级基本相同，船型采用了所谓的“雪茄形”线型。“苍龙”号的声呐系统是亲潮级装备的ZQQ一6的改进型声呐。採用新式潛艦中較為流行的X形尾舵，比傳統的十字形尾舵潛艦具有更高的機動性，且尾舵损坏的危险系数更小，更适合在水文复杂的东海和黄海作战。首舰苍龙号耗资600亿日圓，後續量產艦基本上均控制在此價格以下，SS-509在2013年編列預算為536億日圓。
蒼龍級的內裝並非每艘都相同，雲龍號之後採用改良的ZQQ-7B整合式聲納系統；8號艦預定安裝新型魚雷防禦裝置。2018年下水11號潛艦「凰龍」號（SS-511）是該型艦首艘採用鋰離子電池。

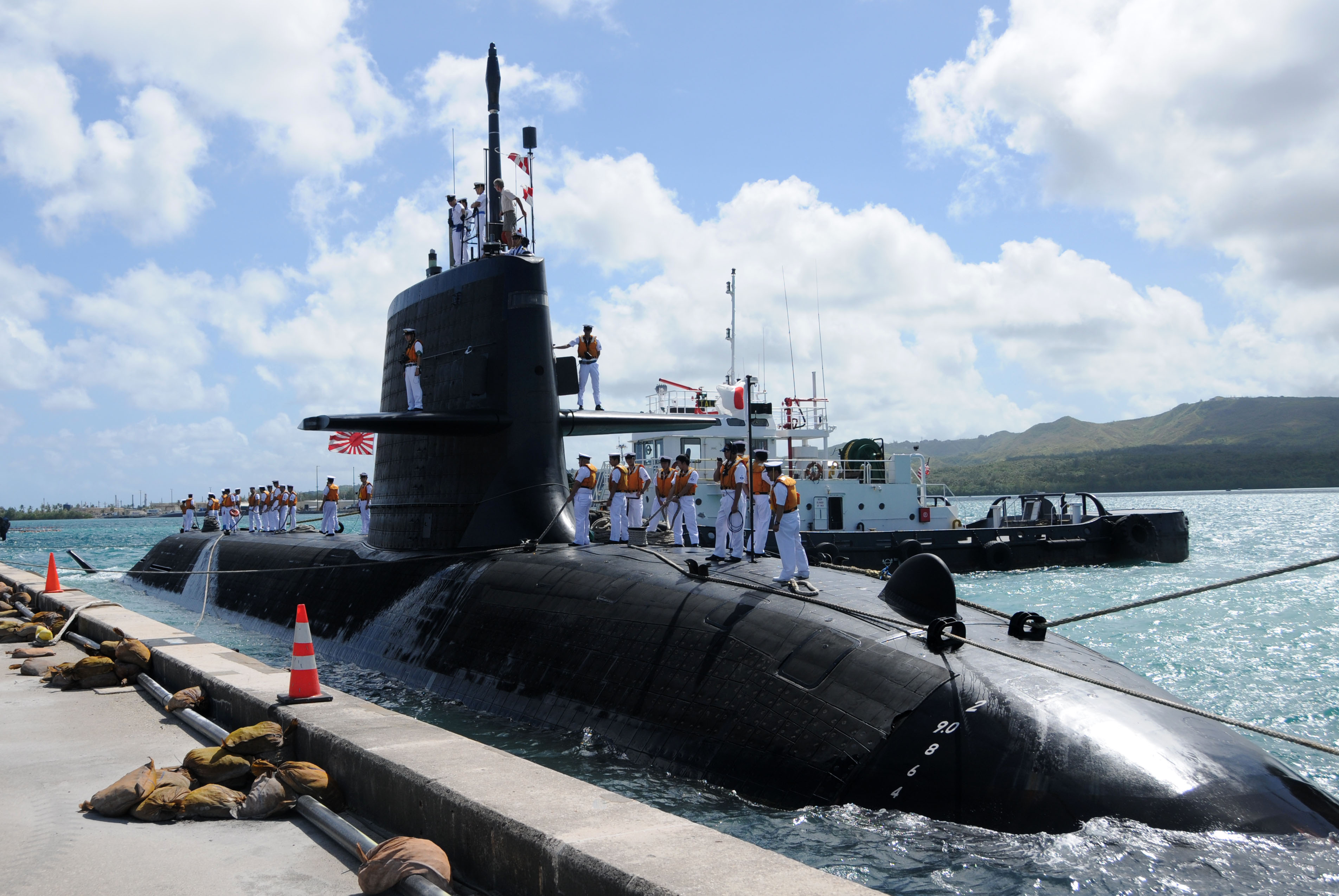
SS-503於珍珠港
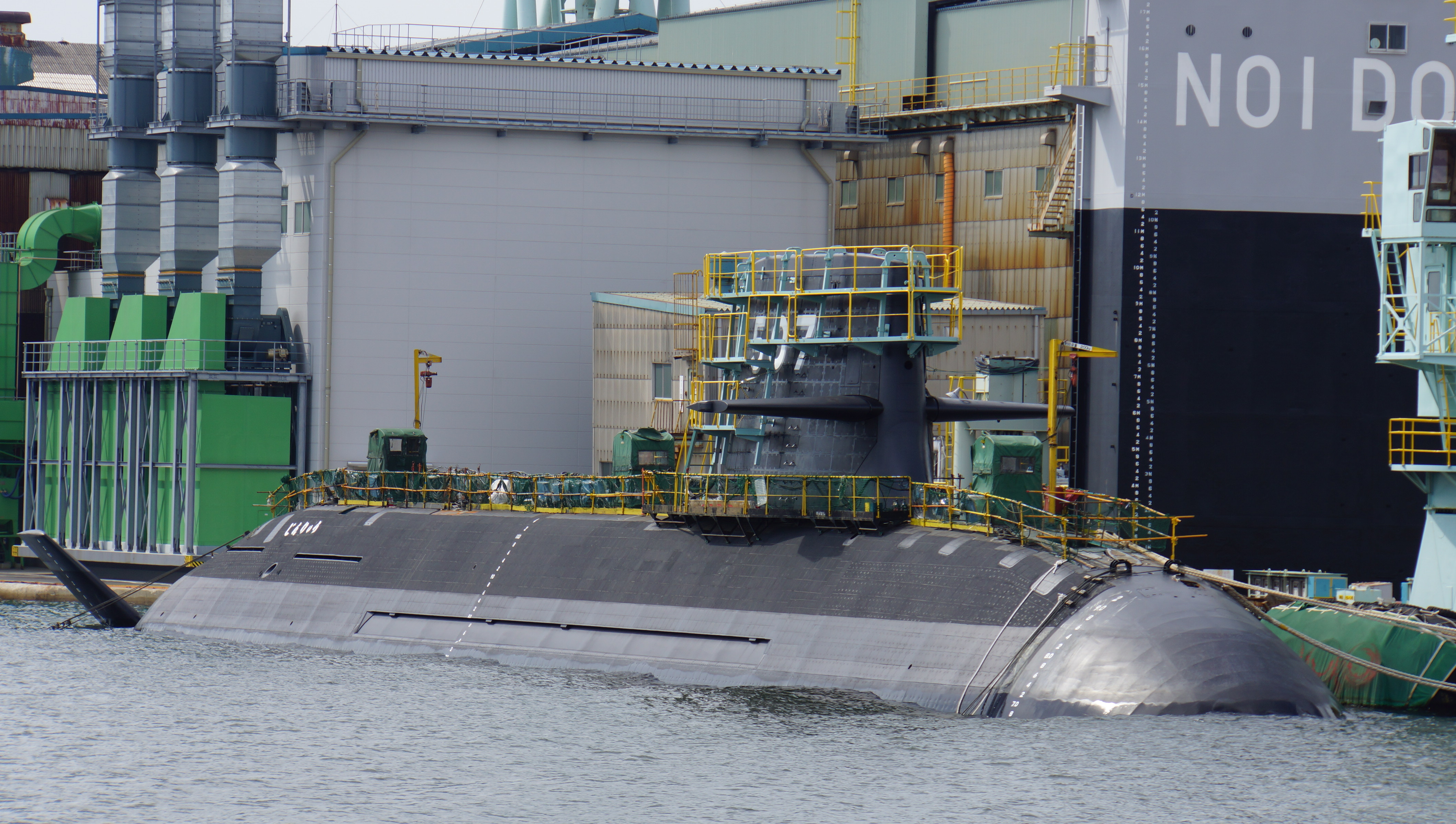
三菱船廠中的SS-507
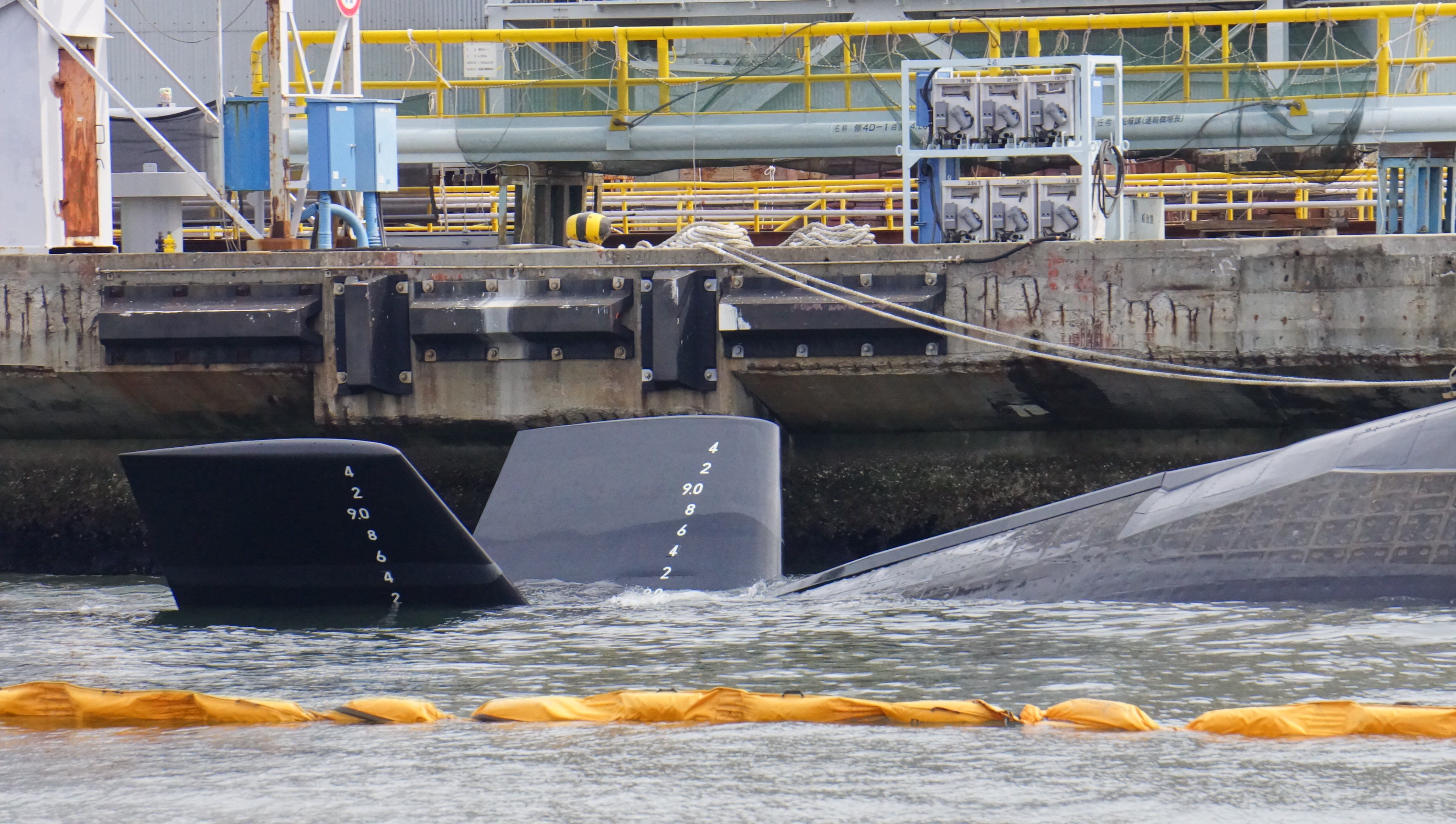
X型尾翼
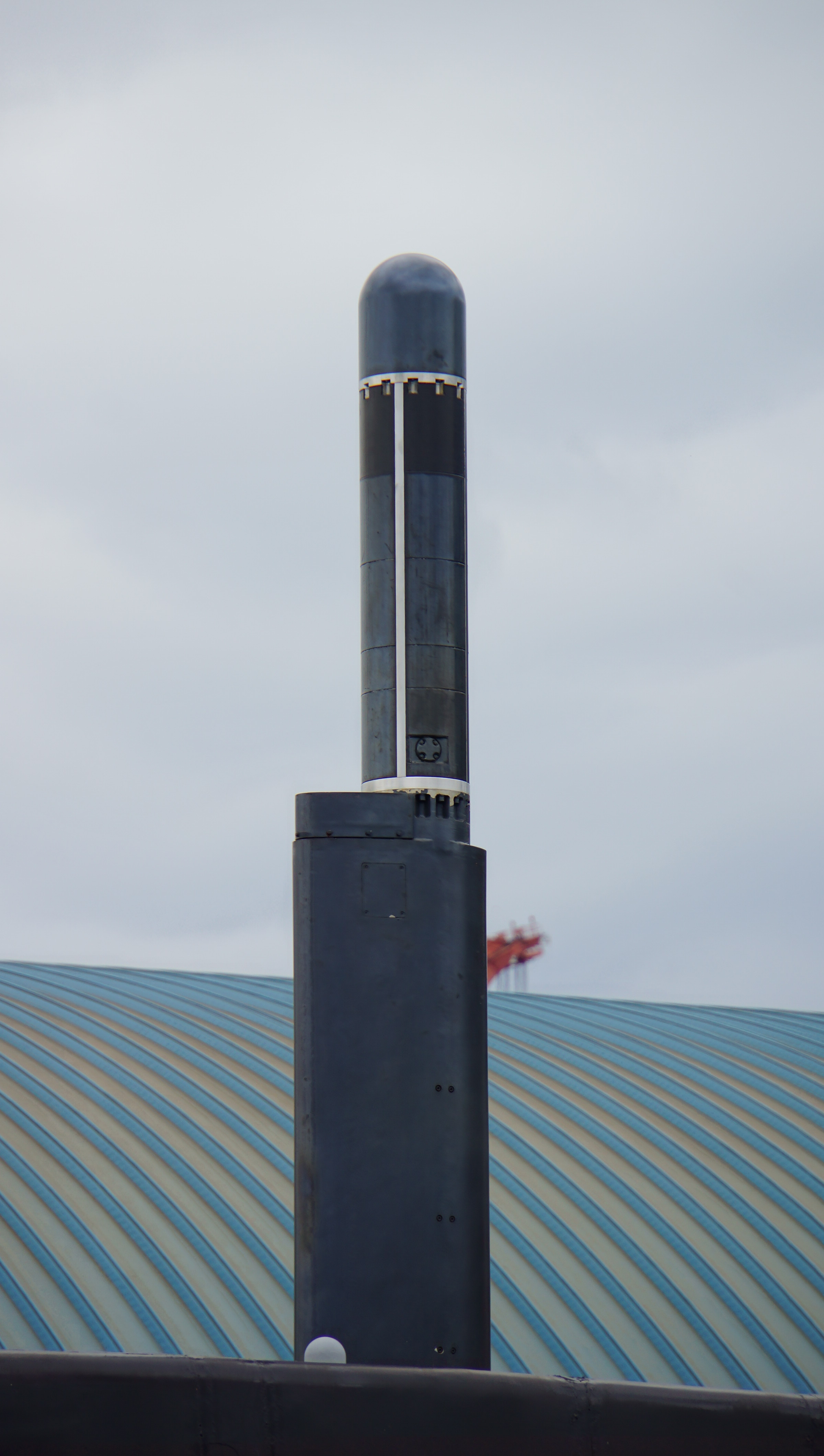
艦頂觀測桿

## 外銷折衝

### 澳洲
蒼龍級艦上科技最有可能的第一外銷目標是澳洲皇家海軍，澳洲海軍2009年國防白皮書公布進行籌建柯林斯級潛艦下一代艦種，也就是SEA 1000計劃。由於為了對應中國海軍的頻繁活動，SEA 1000規劃滿載4000噸量級來支援大洋作戰的作戰標準；但除了核子動力的款式外目前只有日本有建造如此大型潛艦，因此澳海軍在評估德國提出的216型潛艦，以及法國、西班牙等目前生產傳統柴電潛艦的國家後，也找上日本評估輸出技術的可行方案。2011年起日本便逐漸釋出放寬武器出口三原則消息，澳洲也派遣主導下一代潛艦計劃的退役將領與當時的海自幕僚長杉本正彦洽商，初步共識決定蒼龍級將納入澳洲下一代攻擊潛艦的候補名單之一；2013年2月防衛省開始評估輸出蒼龍級的情報技術支援等方針，2013年3月11日在澳洲海軍潛艦計劃的相關人員透露可能將會從日本轉移絕氣動力裝置的相關技術給下一代攻擊型潛艦使用最終形成日法德三家競標入選格局。
2016年4月26日，澳洲政府宣布競標結果為法國梭魚級核潛艇拆除核反應堆改裝AIP方案勝出。2021年11月，澳洲政府宣布取消和法國簽訂的合約，改從美國、英國取得8艘核動力攻擊潛艇。

## 外部連結
- 防衛省平成15年度 事前的事業評價 政策評價書一覧 （页面存档备份，存于）
- 蒼龍號潛艦的圖庫集 （页面存档备份，存于）
- 蒼龍級傳統動力攻擊潛艦 （页面存档备份，存于）